# فروتو تشامورو
فروتو تشامورو (بالإسبانية: Fruto Chamorro Pérez) (و. 1804 – 1855 م) هو سياسي من نيكاراغوا ولد في مدينة غواتيمالا.
وهو عضو في حزب محافظي نيكاراغوا .